# Pachycara goni
Pachycara goni es una especie de pez de la familia de los Zoarcidae en el orden de los perciformes.

## Morfología
Los machos pueden llegar a alcanzar los 26,2 cm de longitud total.

## Hábitat
Es un pez de mar y de aguas profundas que vive entre 2.025-2.037 m de profundidad

## Distribución geográfica
Se encuentra en el Mar de Weddell. 

## Observaciones
Es inofensivo para los humanos. 